# Мохсін Хамід
Мохсін Хамід (англ. Mohsin Hamid, урду محسن حمید) — пакистанський та британський письменник. Насамперед відомий такими своїми романами як: «Димна міль» (2000), «Вимушений фундаменталіст» (2007), «Як стати до біса багатим в Азії, що підіймається» (2013), «Утеча на Захід» (2017).

## Біографія
Народився 23 липня 1971 року в Лахорі, Пакистан. З трьох до дев'яти років проживав у Сполучених Штатах, де його батько, університетський професор, здобував науковий ступінь доктора філософії (PhD) у Стенфордському університеті. Опісля сім'я знову повернулася до Лахора, де Хамід навчався у Лахорській американській школі.
У вісімнадцятирічному віці Хамід переїжджає до США задля здобуття вищої освіти. 1993 року «з найбільшою хвалою» закінчив Принстонський університет, де його вчителями з письма були Джойс Керол Оутс та Тоні Моррісон. Хамід розпочав роботу над своїм першим романом під час семінару, який проводила Моррісон. Повернувшись до Пакистану, він продовжив роботу над книгою.
1997 року Хамід навчався у Гарвардській школі права. Корпоративне право виявилося для нього нецікавим, тому протягом декількох років він пропрацював консультантом в «McKinsey & Company», щоб виплатити свої студентські борги. Три місяці на рік брав відпустку, щоб закінчити свій дебютний роман «Димна міль» (2000). З того часу світ побачили ще чотири романи письменника: «Вимушений фундаменталіст» (2007), «Як стати до біса багатим в Азії, що підіймається» (2013), «Невдоволення та цивілізації: Депеші з Лахора, Нью-Йорка та Лондона» (2014) та «Втеча на Захід» (2017).
2001 року Хамід переїхав до Лондона, плануючи залишитись там на один рік. Хоча він часто навідувався до Пакистану, протягом восьми років жив у Лондоні та 2006 року отримав британське громадянство. 2004 року зв'язався з консалтинговою компанією «Wolff Olins», де працював три дні на тиждень, щоб мати час на свою письменницьку кар'єру. Згодом отримав посаду генерального директора лондонського офісу «Wolff Olins», а 2015 року став головним керівником, відповідальним за виклади оповідей.
Хамід писав на тему політики, мистецтва, літератури, подорожей, зокрема також про пакистанський внутрішній розподіл та екстремізм в Op-ed статті для газети «Нью-Йорк Таймз». Його журналістка праця, есеї та оповіді з'являлися на сторінках таких видань: «ТАЙМ», «Гардіан», «Нью-Йорк Таймз», «Вашингтон Пост», «Інтернешнл Геральд Триб'юн», «Періс Рев'ю» тощо. 2013 року ввійшов до списку «Ста провідних мислителів світу» за версією журналу «Форін Полісі».

## Особисте життя
2009 року Хамід разом із дружиною Захрою та донькою Діною переїхав в Лахор, Пакистан. Нині весь час переїжджає з країни в країну, живучи у Лахорі, Нью-Йорку, Лондоні та таких Середземноморських країнах як Італія та Греція.

## Переклади українською
- Мохсін Хамід. Утеча на Захід. — К. : BookChef, 2019. — 224 с. — ISBN 978-617-7561-30-8.